# Vergemoli
Vergemoli – miejscowość i gmina we Włoszech, w regionie Toskania, w prowincji Lukka.
Według danych na rok 2004 gminę zamieszkiwało 400 osób, 14,8 os./km².
1 stycznia 2014 gmina została zlikwidowana.